# Gandaritis magnifica
Gandaritis magnifica är en fjärilsart som beskrevs av Louis Beethoven Prout 1914. Gandaritis magnifica ingår i släktet Gandaritis och familjen mätare. Inga underarter finns listade i Catalogue of Life.